# Zofia Jamry

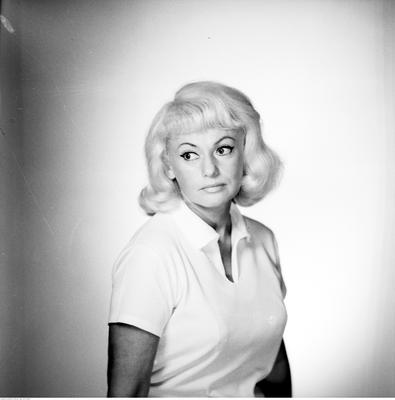
Zofia Jamry

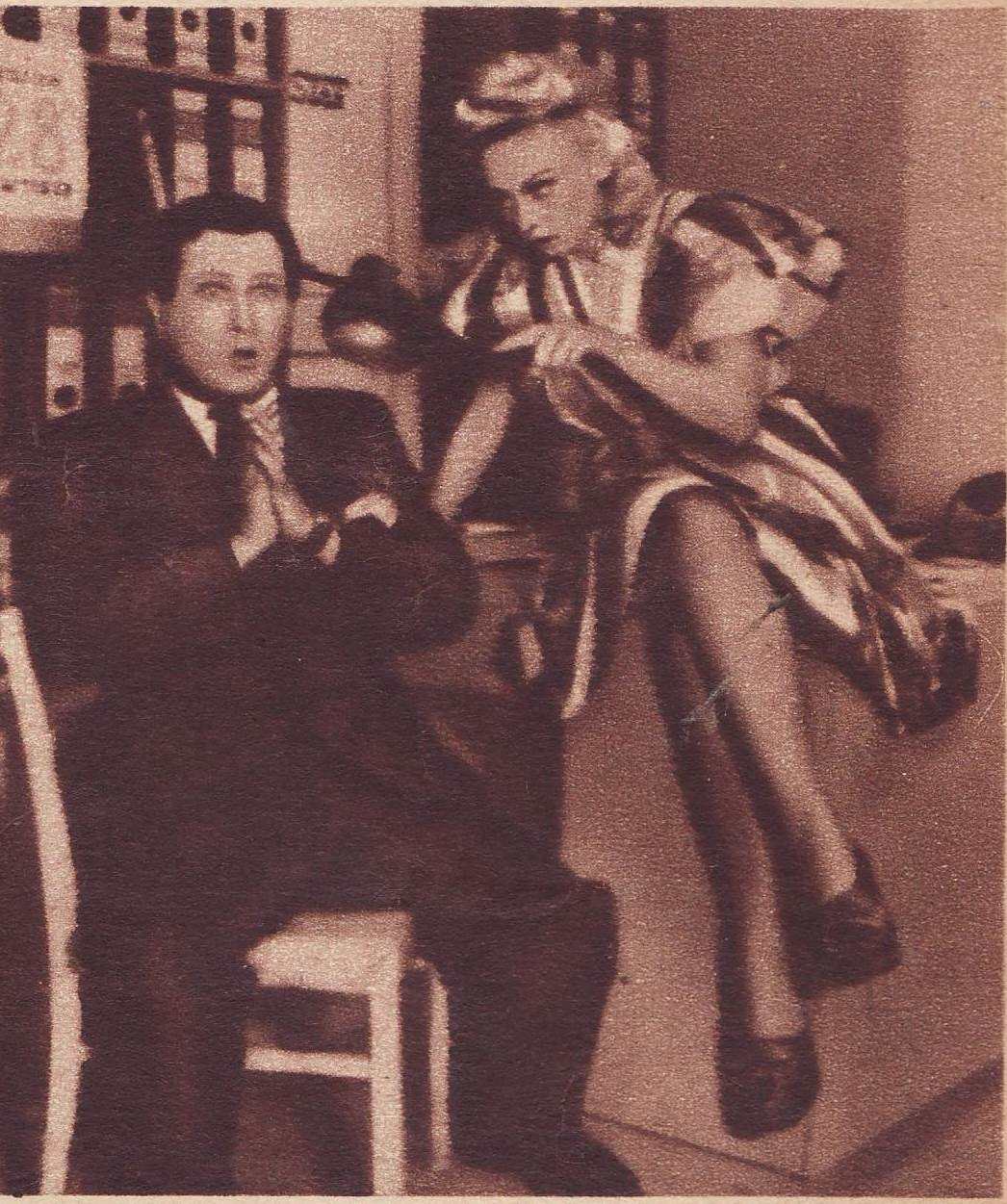
Zofia Jamry i Aleksander Olędzki w sztuce Podwójna buchalteria

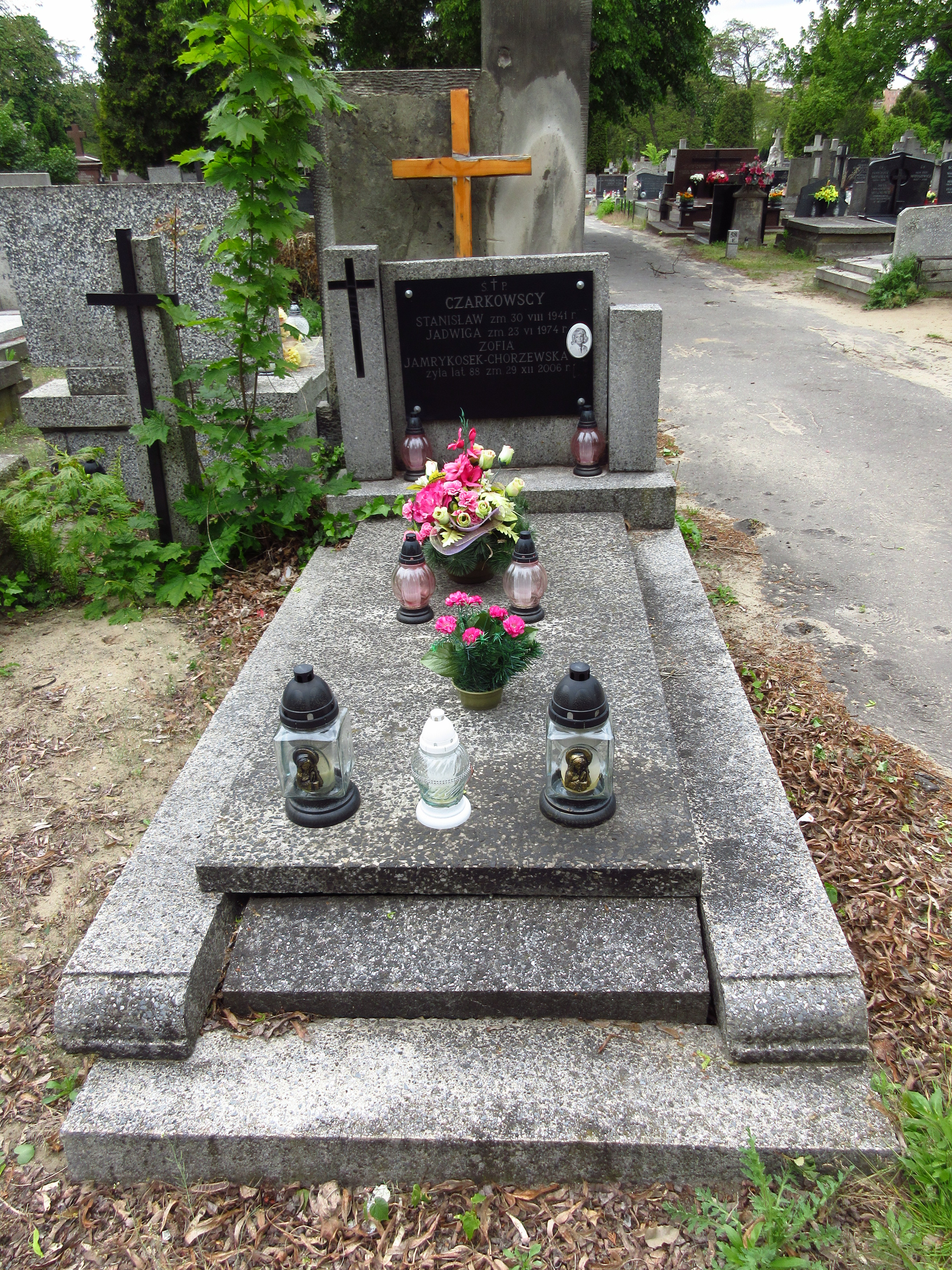
Grób Zofii Jamry na cmentarzu Bródnowskim

Zofia Jamry, właściwie Zofia Chorzewska z domu Szmurło 1° voto Jamry, 2° voto Kosek (ur. 27 lutego 1918 w Morszansku, zm. 29 grudnia 2006 w Warszawie) – polska aktorka filmowa i teatralna.

## Życiorys
Była córką Mieczysława Szmurło i Jadwigi Trzebińskiej, późniejszej żony prezydenta Łucka - Stanisława Czarkowskiego. Po zdaniu matury przeprowadziła się do Warszawy, gdzie w grudniu 1936 r. rozpoczęła karierę aktorską od występów w Teatrze Polskim, a rok później wstąpiła do Instytutu Reduty, gdzie uczyła się i występowała do 1939 r. W tym okresie wyszła za mąż za skrzypka Franciszka Jamrego.
Podczas okupacji niemieckiej początkowo pracowała jako kelnerka w kawiarni, ale w 1940 r. aktorka trafiła do zespołu Trio Miry, założonego przez kompozytorkę Mirę Wereszczyńską, które występowało w warszawskich restauracjach. Następnie w latach 1942–1944 grała w koncesjonowanych przez okupanta teatrach Bohema, Złoty Ul oraz Wodewil. W marcu 1945 r. Komisja Weryfikacyjna ZASP zabroniła jej występowania w Warszawie i Łodzi do 31 sierpnia 1946 r., ale Jamry odwołała się od tej decyzji i już 9 kwietnia komisja pozwoliła jej wracać na scenę sporadycznie.
Pracowała na planie pierwszego powojennego filmu Zakazane piosenki, w którym wcieliła się w folksdojczkę. W latach 1950. w Łodzi przez sześć lat występowała w Teatrze Muzycznym w operetkach.
Pod koniec życia Jamry wycofała się z aktorstwa – powodem był pogarszający się stan zdrowia. Zmarła 29 grudnia 2006 r., została pochowana na cmentarzu Bródnowskim (kwatera 56D-III-32).

## Życie prywatne
Była trzykrotnie zamężna. Pierwszym mężem aktorki był wspomniany wcześniej Franciszek Jamry; związek zakończył się rozwodem. W 1981 wzięła ślub z Ryszardem Koskiem, a po jego śmierci, pod koniec lat 90., poślubiła Krzysztofa Chorzewskiego.

## Filmografia
- 1946: Zakazane piosenki
- 1953: Sprawa do załatwienia
- 1954: Autobus odjeżdża 6.20
- 1954: Pokolenie
- 1957: Spotkania
- 1961: Rozstanie
- 1961: Samson
- 1962: Jak być kochaną
- 1963: Pamiętnik
- 1965: Wojna domowamatka kolegi Pawła na wywiadówce
- 1966: Mocne Uderzenie
- 1967: Ślepy tor
- 1967: Człowiek, który zdemoralizował Hadleyburg
- 1968: Dzieci z naszej szkoły
- 1973: Stawiam na Tolka Banana − paniusia u dentysty
- 1975: Znikąd donikąd
- 1976: Polskie drogi
- 1979: Doktor Murek
- 1979: Przyjaciele
- 1979: Strachy
- 1980: Punkt widzenia − wynajmująca mieszkanie (odc. 2)
- 1980: Misja – właścicielka szkoły tańca
- 1982: Życie Kamila Kuranta
- 1983: Szkoda twoich łez
- 1983: Straszydła
- 1985: Diabelskie szczęście
- 1986: Zmiennicy
- 1987: Ballada o Januszku − współlokatorka Gieni w sanatorium
- 1988: Warszawskie gołębie
- 1989: Modrzejewska − aktorka z grupy Łobojki
- 1994: Jest jak jest
- 1997: Sława i chwała
- 1997: Złotopolscy
- 1980–2000: Dom
- 2004: Stacyjka
- 2007: Lili